# Ellie Kildunneová
Ellie Tea Kildunneová (8. září 1999 Keighley) je anglická ragbistka, která hraje jako zadák a tříčtvrtka. V roce 2024 byla jmenována nejlepší ragbistkou světa.
Za Anglii hraje si reprezentační premiéru odbyla v roce 2017, kde si proti Kanadě připsala i první pětku. Od roku 2020 do roku 2025 se stala se svou zemí opakovaně vítězem Six Nations. V roce 2024 si připsala 9 pětek a nejvíce bodů na tomto turnaji (45). Byla zvolena nejlepší hráčkou turnaje. V roce 2023 a 2024 s anglickou reprezentací vyhrála soutěž WXV1. Ve druhém případě byla zvolena nejlepší hráčkou soutěže. Získala stříbrnou medaili na MS 2021 (konané kvůli koronaviru v roce 2022). V období 2018–2020 hrála za sedmičkovou reprezentaci a v roce 2024 hrála na LOH za sedmičkový tým Velké Británie. 
Na klubové úrovni hraje od roku 2021 za anglický celek Harlequins. V prosinci 2024 s nimi podepsala dlouhodobou smlouvu. Předtím hrála za tým Wasps (2020/21) a na začátku své kariéry byla hráčkou družstva Gloucester-Hartpury (2017–2018).